# 200 po wstriecznoj
200 po wstriecznoj (ros. 200 по встречной) – debiutancki album rosyjskiego duetu t.A.T.u., wydany po raz pierwszy w Rosji w 2001 roku. Przez kolejne miesiące album pojawiał się w kolejnych krajach na zachód od Moskwy, aż w czerwcu 2002 dotarł do Polski. Promocji albumu służył przede wszystkim lesbijski wizerunek członkiń zespołu, Julii Wołkowej i Leny Katiny. 
Wydawnictwo sprzedało się dobrze w wielu krajach europejskich - doszło do pierwszych miejsc list przebojów m.in. w Rosji, Czechach, Bułgarii czy w Polsce, gdzie płyta osiągnęła status platynowej (sprzedano ok. 200 tys. egz.), a Tatu stało się jednym z niewielu rosyjskojęzycznych zespołów, którym udało się zaistnieć na scenie światowej. W Europie rozeszło się ponad 1 mln egzemplarzy, za co zespół otrzymał w 2002 roku nagrodę IFPI Platinum Europe Awards (takie samo wyróżnienie dostała później angielska wersja albumu). W sumie na świecie sprzedano ponad 2 miliony kopii 200 po wstriecznoj. 
W lutym 2002 roku na rynek wypuszczono reedycję płyty, na której znajdowało się kilka nowych remiksów i utworów.

## Lista utworów

### Wersja oryginalna (2001)
| Nr  | Tytuł                                                              | Długość |
| --- | ------------------------------------------------------------------ | ------- |
| 1.  | Zaczem ja (Зачем я, ang. Zachem Ya)                                | 4:07    |
| 2.  | Ja soszła s uma (Я сошла с ума, ang. Ya Soshla S Uma)              | 3:30    |
| 3.  | Nas nie dogoniat (Нас не догонят, ang. Nas Ne Dogonyat)            | 4:38    |
| 4.  | Dosczitaj do sta (Досчитай до ста, ang. Doschitay Do Sta)          | 4:37    |
| 5.  | 30 minut (30 минут, ang. 30 Minut)                                 | 3:17    |
| 6.  | Ja twoj wrag (Я твой враг, ang. Ya Tvoy Vrag)                      | 4:16    |
| 7.  | Ja twoja nie pierwaja (Я твоя не первая, ang. Ya Tvoya Ne Pervaya) | 4:17    |
| 8.  | Robot (Робот)                                                      | 3:53    |
| 9.  | Malczik-giej (Мальчик-гей, ang. Malchik-Gey)                       | 3:18    |
| 10. | Nas nie dogoniat (HarDrum Remix)                                   | 3:50    |
| 11. | 30 minut (HarDrum Remix)                                           | 4:02    |

### Reedycja (2002)
| Nr  | Tytuł                                     | Długość |
| --- | ----------------------------------------- | ------- |
| 1.  | Kłouny (Клоуны)                           | 3:30    |
| 2.  | 30 minut (30 минут)                       | 3:19    |
| 3.  | Dosczitaj do sta (Досчитай до ста)        | 4:38    |
| 4.  | Zaczem ja (Зачем я)                       | 4:08    |
| 5.  | Nas nie dogoniat (Нас не догонят)         | 4:39    |
| 6.  | Ja twoja nie pierwaja (Я твоя не первая)  | 4:18    |
| 7.  | Robot (Робот)                             | 3:54    |
| 8.  | Malczik-giej (Мальчик-гей)                | 3:18    |
| 9.  | Ja twoj wrag (Я твой враг)                | 4:17    |
| 10. | Ja soszła s uma (Я сошла с ума)           | 3:30    |
| 11. | 30 minut (Moscow Grooves Institute Remix) | 5:57    |
| 12. | Malczik-giej (That Black Remix)           | 5:05    |
| 13. | 30 minut (Moscow Grooves Institute Remix) | 5:57    |

W trakcie nagrywania krążka powstały również takie utwory, jak Ja budu oraz Jugosławija. Nie zostały one jednak dołączone do projektu 200 po wstriecznoj.

## Notowania
| Kraj/Region | Pozycja | Status     | Sprzedaż  |
| ----------- | ------- | ---------- | --------- |
| Czechy      | 1       | Platyna    | 20.000    |
| Japonia     | 123     |            | 4.500     |
| Polska      | 1       | Platyna    | 200.000   |
| Rosja       | 1       | Platyna x6 | 2.000.000 |
| świat       | -       | Platyna x2 | 2.350.000 |

| Pozycja | 23 | 11 | 5  | 4  | 4  | 2  | 1  | 2  | 3  | 3 | 4 | 3 | 2 | 2 | 3 | 3 | 4 | 8 | 10 | 4 | 3 | 5 | 19 | 18 | 27 | 7 | 16 | 18 | 11 | 33 |
| Tydzień | 31 | 32 | 33 | 34 | 35 | 36 | 37 | 38 | 39 |   |   |   |   |   |   |   |   |   |    |   |   |   |    |    |    |   |    |    |    |    |
| Pozycja | 41 | 35 | 34 | 39 | 49 | 42 | 40 | 42 | 42 |   |   |   |   |   |   |   |   |   |    |   |   |   |    |    |    |   |    |    |    |    |

| Pozycja | 16 | 12 | 4  | 2  | 4  | 3  | 4  | 4  | 5  | 6  | 4  | 6  | 6  | 4  | 2  | 1  | 2  | 2  | 6  | 3  | 3  | 3  | 5  | 6  | 9  | 9 | 13 | 4 | 5 | 10 |
| Tydzień | 31 | 32 | 33 | 34 | 35 | 36 | 37 | 38 | 39 | 40 | 41 | 42 | 43 | 44 | 45 | 46 | 47 | 48 | 49 | 50 | 51 | 52 | 53 | 54 | 55 |   |    |   |   |    |
| Pozycja | 8  | 6  | 11 | 23 | 15 | 10 | 10 | 8  | 11 | 15 | 22 | 24 | 23 | 22 | 36 | 38 | 36 | 35 | 26 | 31 | 31 | 37 | 24 | 35 | 39 |   |    |   |   |    |

## Angielska wersja
Po dużym sukcesie w Europie, zespół postanowił wydać anglojęzyczną wersję płyty, aby zdobyć większe szanse na rynku amerykańskim i brytyjskim. 10 grudnia 2002 roku ukazał się album 200 km/h in the Wrong Lane, na który złożyły się anglojęzyczne przeróbki niektórych piosenek oraz oryginalne wersje innych.